# Tucznik
Tucznik – świnia intensywnie karmiona i przeznaczona na ubój. Tucznikiem może być zarówno samiec jak i samica, jednak w przypadku samców wiąże się to prawie zawsze z kastracją. Samiec wykastrowany dużo szybciej przybiera na wadze, poza tym jego mięso ma lepszy smak. Aby mięso tucznika było smaczne, ubój musi nastąpić co najmniej miesiąc po kastracji.